# ルートヴィヒ2世 (バーデン大公)
ルートヴィヒ2世（Ludwig II., 1824年8月15日 - 1858年1月22日）は、バーデン大公国の第5代大公（在位：1852年 - 1856年）。第4代大公レオポルトとその妃であったスウェーデン王グスタフ4世アドルフの王女ゾフィー・ヴィルヘルミーネ（1801年 - 1865年）の長男。

## 生涯
カールスルーエで生まれ、1842年から1845年までウィーンとハイデルベルクで学んだ。1852年4月24日に父が死去したため形式的に大公位に即いたが、ルートヴィヒ2世は精神を病んでおり政務を執ることができなかった。このため弟のフリードリヒが摂政を務め、4年後の1856年5月9日にルートヴィヒ2世は廃位された。その後1858年1月22日にカールスルーエで死去した。僅か33歳だった。
なお、ルートヴィヒ2世はカールスルーエの名誉市民に選ばれていた。